# Campionati del mondo di atletica leggera 2023 - 5000 metri piani maschili
La specialità dei 5000 metri piani maschili dei campionati del mondo di atletica leggera 2023 si è svolta tra il 24 e il 27 agosto 2023 al Centro nazionale di atletica leggera di Budapest, in Ungheria.

## Podio
| Pos.    | Atleta             | Nazionalità | Tempo    |
| ------- | ------------------ | ----------- | -------- |
| Oro     | Jakob Ingebrigtsen | Norvegia    | 13'11"30 |
| Argento | Mohamed Katir      | Spagna      | 13'11"44 |
| Bronzo  | Jacob Krop         | Kenya       | 13'12"28 |

## Situazione pre-gara

### Record
Prima di questa competizione, il record del mondo (RM) e il record dei campionati (RC) erano i seguenti.
| Record                | Prestazione | Atleta                  | Data                           | Competizione  |
| --------------------- | ----------- | ----------------------- | ------------------------------ | ------------- |
| Record mondiale       | 12'35"36    | Joshua Cheptegei Uganda | 14 agosto 2020 Monaco, Monaco  | Herculis 2020 |
| Record dei campionati | 12'52"79    | Eliud Kipchoge Kenya    | 31 agosto 2003 Parigi, Francia | Mondiali 2003 |

### Campioni in carica
I campioni in carica a livello mondiale e olimpico erano:
| Campione | Atleta                      | Prestazione | Data                                         | Competizione         |
| -------- | --------------------------- | ----------- | -------------------------------------------- | -------------------- |
| Olimpico | Joshua Cheptegei Uganda     | 12'58"15    | 6 agosto 2021 Tokyo, Giappone                | Giochi olimpici 2021 |
| Mondiale | Jakob Ingebrigtsen Norvegia | 13'09"24    | 24 luglio 2022 Eugene, Stati Uniti d'America | Mondiali 2019        |

### La stagione
Prima di questa gara, gli atleti con le migliori tre prestazioni dell'anno erano:
| Pos. | Atleta                  | Prestazione | Data                             |
| ---- | ----------------------- | ----------- | -------------------------------- |
| 1    | Berihu Aregawi Etiopia  | 12'40"45    | 30 giugno 2023 Losanna, Svizzera |
| 2    | Joshua Cheptegei Uganda | 12'41"61    | 30 giugno 2023 Losanna, Svizzera |
| 3    | Yomif Kejelcha Etiopia  | 12'41"73    | 15 giugno 2023 Oslo, Norvegia    |

## Risultati

### Batterie
Le batterie si sono svolte a partire dalle 19:00 del 24 agosto. Si sono qualificati alle finali i primi 8 di ogni batteria (Q).
| Posizione | Batteria | Atleta                   | Nazionalità | Tempo    | Note                                     |
| --------- | -------- | ------------------------ | ----------- | -------- | ---------------------------------------- |
| 1         | 2        | Luis Grijalva            | Guatemala   | 13'32"72 | Q                                        |
| 2         | 2        | Yomif Kejelcha           | Etiopia     | 13'32"83 | Q                                        |
| 3         | 2        | Mohammed Ahmed           | Canada      | 13'33"16 | Q                                        |
| 4         | 2        | Berihu Aregawi           | Etiopia     | 13'33"23 | Q                                        |
| 5         | 2        | Oscar Chelimo            | Uganda      | 13'33"40 | Q,                                       |
| 6         | 2        | Mohamed Ismail           | Gibuti      | 13'33"51 | Q                                        |
| 7         | 2        | Ishmael Rokitto Kipkurui | Kenya       | 13'33"63 | Q                                        |
| 7         | 2        | Jacob Krop               | Kenya       | 13'33"63 | Q                                        |
| 9         | 2        | Thierry Ndikumwenayo     | Spagna      | 13'34"03 |                                          |
| 10        | 2        | Rodrigue Kwizera         | Burundi     | 13'35"81 |                                          |
| 11        | 1        | Mohamed Katir            | Spagna      | 13'35"90 | Q                                        |
| 12        | 1        | Hagos Gebrhiwet          | Etiopia     | 13'36"15 | Q                                        |
| 13        | 1        | Jakob Ingebrigtsen       | Norvegia    | 13'36"21 | Q,                                       |
| 14        | 1        | Ouassim Oumaiz           | Spagna      | 13'36"35 | Q                                        |
| 15        | 2        | Magnus Tuv Myhre         | Norvegia    | 13'36"36 |                                          |
| 16        | 1        | Abdihamid Nur            | Stati Uniti | 13'36"37 | Q                                        |
| 17        | 1        | Jimmy Gressier           | Francia     | 13'36"42 | Q                                        |
| 18        | 1        | Paul Chelimo             | Stati Uniti | 13'36"51 | Q                                        |
| 19        | 1        | Narve Gilje Nordås       | Norvegia    | 13'36"55 | Q                                        |
| 20        | 1        | Andreas Almgren          | Svezia      | 13'36"57 |                                          |
| 21        | 1        | Egide Ntakarutimana      | Burundi     | 13'37"53 |                                          |
| 22        | 2        | Jonas Raess              | Svizzera    | 13'37"84 |                                          |
| 23        | 1        | Ben Flanagan             | Canada      | 13'38"69 |                                          |
| 24        | 2        | Henrik Ingebrigtsen      | Norvegia    | 13'38"80 |                                          |
| 25        | 1        | Mike Foppen              | Paesi Bassi | 13'38"94 |                                          |
| 26        | 1        | John Heymans             | Belgio      | 13'39"67 |                                          |
| 27        | 2        | Hugo Hay                 | Francia     | 13'39"76 |                                          |
| 28        | 2        | Sean McGorty             | Stati Uniti | 13'40"28 |                                          |
| 29        | 1        | Nicholas Kimeli          | Kenya       | 13'40"43 |                                          |
| 30        | 1        | Birhanu Balew            | Bahrein     | 13'41"00 |                                          |
| 31        | 1        | Brian Fay                | Irlanda     | 13'42"86 |                                          |
| 32        | 2        | Morgan McDonald          | Australia   | 13'43"58 |                                          |
| 33        | 1        | Cornelius Kemboi         | Kenya       | 13'44"32 |                                          |
| 34        | 2        | Hyuga Endo               | Giappone    | 13'50"49 |                                          |
| 35        | 1        | Kazuya Shiojiri          | Giappone    | 13'51"00 |                                          |
| 36        | 2        | Emil Danielsson          | Svezia      | 13'54"35 |                                          |
| 37        | 2        | Robin Hendrix            | Belgio      | 13'55"81 |                                          |
| 38        | 1        | Stewart McSweyn          | Australia   | 13'56"81 | qR                                       |
| 39        | 1        | Sam Parsons              | Germania    | 14'03"14 |                                          |
| 40        | 2        | Samuel Freire            | Capo Verde  | 14'03"14 | Miglior prestazione personale            |
| 41        | 2        | Ferenc Soma Kovács       | Ungheria    | 14'11"99 | Miglior prestazione personale stagionale |
| 42        | 2        | Mohamed Hrezi            | Libia       | 14'14"72 | Miglior prestazione personale stagionale |
| 43        | 1        | Valentin Soca            | Uruguay     | 14'16"15 |                                          |
|           | 1        | Joshua Cheptegei         | Uganda      | dns      |                                          |

### Finale
La finale è stata disputata il 27 agosto 2023, alle ore 20:20 (ora locale di Budapest).
| Posizione | Atleta             | Nazionalità | Tempo    | Note                                     |
| --------- | ------------------ | ----------- | -------- | ---------------------------------------- |
|           | Jakob Ingebrigtsen | Norvegia    | 13'11"30 | Miglior prestazione personale stagionale |
|           | Mohamed Katir      | Spagna      | 13'11"44 |                                          |
|           | Jacob Krop         | Kenya       | 13'12"28 |                                          |
| 4         | Luis Grijalva      | Guatemala   | 13'12"50 |                                          |
| 5         | Yomif Kejelcha     | Etiopia     | 13'12"51 |                                          |
| 6         | Hagos Gebrhiwet    | Etiopia     | 13'12"65 |                                          |
| 7         | Mohammed Ahmed     | Canada      | 13'12"92 |                                          |
| 8         | Berihu Aregawi     | Etiopia     | 13'12"99 |                                          |
| 9         | Jimmy Gressier     | Francia     | 13'17"20 |                                          |
| 10        | Ishmael Kipkurui   | Kenya       | 13'21"20 |                                          |
| 11        | Mohamed Ismail     | Gibuti      | 13'23"89 |                                          |
| 12        | Abdihamid Nur      | Stati Uniti | 13'23"90 |                                          |
| 13        | Stewart McSweyn    | Australia   | 13'26"58 |                                          |
| 14        | Narve Gilje Nordås | Norvegia    | 13'28"73 |                                          |
| 15        | Paul Chelimo       | Stati Uniti | 13'30"88 |                                          |
| 16        | Ouassim Oumaiz     | Spagna      | 13'31"99 |                                          |
|           | Oscar Chelimo      | Uganda      | dnf      |                                          |